# Drćevac
Drćevac je naselje u gradu Leskovcu, Jablanički upravni okrug, Srbija. Prema popisu iz 2022. godine u Drćevcu je živjelo 226 stanovnikа.